# Плечинцень
Плечинцень, Плечинцені (рум. Plăcințeni) — село у повіті Вранча в Румунії. Входить до складу комуни Богешть.
Село розташоване на відстані 214 км на північний схід від Бухареста, 51 км на північ від Фокшан, 113 км на південь від Ясс, 94 км на північний захід від Галаца, 147 км на схід від Брашова.

## Населення
За даними перепису населення 2002 року у селі проживала 231 особа, з них 230 осіб (99,6%) румунів. Усі жителі села рідною мовою назвали румунську.